# Никишов, Дмитрий Никитич
Дми́трий Ники́тич Никишо́в (Никишев) (23 сентября 1898, село Сергиевский Боровок, Рязанская губерния — 20 декабря 1973, Москва) — советский военный деятель, генерал-майор (4 июня 1940 года).

## Начальная биография
Дмитрий Никитич Никишов родился 23 сентября 1898 года в селе Сергиевский Боровок Рязанской губернии.

## Военная служба

### Первая мировая и гражданская войны
С 1915 года служил рядовым в Русской императорской армии. Принимал участие в Первой мировой войне на Западном фронте.
С декабря 1917 года служил в Красной гвардии, а с февраля 1918 года — в рядах Красной Армии. Во время Гражданской войны Никишов принимал участие в боях на Южном и Западном фронтах политбойцом и политкомом батальона, военкомом стрелкового полка. В 1917 году вступил в РСДРП(б).

### Межвоенное время
В 1922 году окончил Объединённую высшую военную школу. С сентября 1922 года служил на должности помощника командира роты 152-го стрелкового полка 51-й стрелковой дивизии, с февраля 1923 года на должности командира роты 1-го Смоленского батальона особого назначения, а с декабря того же года — на должности командира отдельного батальона особого назначения.
В 1927 году окончил Военную академию РККА имени М. В. Фрунзе, по окончании которой с июля 1927 года находился на стажировке при 2-м отделе штаба Ленинградского военного округа.
С июля 1928 года исполнял должность помощника начальника 1-го отдела Ленинградского военного округа. В августе 1930 года был назначен на должность заместителя начальника 1-го отдела штаба Ленинградского военного округа, в ноябре 1931 года — на должность начальника 1-го отдела и помощника начальника штаба Ленинградского ВО, в декабре 1931 года — на должность начальника 1-го отдела штаба Ленинградского военного округа.
В марте 1934 года был назначен на должность командира, а в июле того же года — также и на должность военкома 10-го Туркестанского стрелкового полка 4-й Туркестанской стрелковой дивизии.
С января 1936 года находился в распоряжении Управления по командному и начальствующему составу РККА, а уже в феврале 1936 года был назначен на должность начальника 1-го отдела штаба Московского военного округа.
В 1937 году окончил первый курс Академии Генерального штаба РККА. В августе 1937 года был назначен на должность начальника штаба Северо-Кавказского военного округа.
Накануне и в начале боёв на Халхин-Голе служил на должности начальника штаба 57-го отдельного стрелкового корпуса, но был снят с этой должности после доклада прибывшего в район конфликта Г. К. Жукова в Москву о неудовлетворительном руководстве боевыми действиями командованием корпуса.
В январе 1940 года был назначен на должность начальника штаба 9-й армии, находясь на которой принимал участие в Советско-финской войне. Был награждён орденом Красной Звезды.
В апреле 1940 года был назначен на должность начальника штаба Северо-Кавказского военного округа, а в августе того же года — на должность начальника штаба ВВС Красной Армии, а в марте 1941 года — на должность начальника штаба Ленинградского военного округа

### Великая Отечественная война
С 24 июня по 23 августа 1941 года служил на должности начальника штаба Северного фронта. Участвовал в обороне Карелии и Заполярья.
23 августа 1941 года Никишов был назначен на должность заместителя начальника Генерального штаба и начальником Карельского направления в Генштабе, а в октябре — на должность начальника оперативной группы линии обороны Орловского военного округа. Участвовал в обороне Москвы.
С января 1942 года работал на должности начальника 4-го отдела укреплённых районов при 5-й сапёрной армии, с февраля 1942 года — на должности начальника отдела укреплённых районов Юго-Западного фронта. За короткое время Никишов организовал работу отдела, подготовку и оборудование в фортификационном отношении оборонительных рубежей в полосе фронта.
С июня 1942 года исполнял должность заместителя командующего, а с 18 по 24 июня 1942 года исполнял должность командующего 9-й армии Юго-Западного фронта, которая наряду с 38-й армией вела оборонительные сражения по реке Оскол.
С 26 июня по 24 июля 1942 года исполнял должность командующего 57-й армией Южного фронта, а с 24 июля по 9 сентября 1942 года служил на должности начальника штаба Сталинградского фронта, но в связи с тяжёлой обстановкой в районе Сталинграда решением Ставки ВГК от 12 сентября 1942 года при участии Г. К. Жукова Никишов был отстранён от должности и был направлен в качестве исполняющего должность старшего преподавателя кафедры общей тактики в Военную академию имени М. В. Фрунзе. В ноябре 1942 года был назначен на должность начальника кафедры общей тактики, а в марте 1944 года — на должность начальника кафедры оперативной подготовки той же академии.

### Послевоенная карьера
В феврале 1946 года был назначен на должность начальника кафедры оперативного искусства, в октябре — на должность заместителя начальника кафедры оперативно-тактической подготовки по оперативному искусству, а в январе 1949 года — на должность начальника кафедры службы штабов Военной академии имени М. В. Фрунзе.
В декабре 1954 года генерал-майор Д. Н. Никишов был уволен в запас по болезни. Умер 20 декабря 1973 года в Москве. Похоронен на Введенском кладбище (29 уч.).

## Воинские звания
- полковник (17.02.1936)
- комбриг (22.02.1938)
- комдив (31.12.1939)
- генерал-майор (04.06.1940)

## Награды
- Орден Ленина (21.02.1945);
- Два ордена Красного Знамени (7.12.1943, 3.11.1944);
- Орден Красной Звезды (21.05.1940);
- Медаль «За оборону Москвы» (1945);
- Медаль «За оборону Сталинграда» (1945);
- другие медали[2].